# Teodoria
Teodoria (latín: Theodorias; griego: Θεοδωριάς) era el nombre de una provincia bizantina creada por Justiniano en 528. Su territorio comprendía una zona costera al norte del Levante, desvinculado de las provincias interiores de Siria (Siria Prima y Siria Segunda). Fue denominada en homenaje a la emperatriz Teodora.

## Descripción
La ciudad de Laodicea fue erigida como capital de la nueva circunscripción; bajo su jurisdicción estaban las ciudades de Palto (actual Beldeh o Arab al-Mulk), Balanea (actual Baniya) y Gabala (hoy, Jableh). Sin embargo, desde el punto de vista de la administración eclesiástica, todas ellas seguían dependiendo de sus diócesis originales, Antioquía o Apamea.
Era un distrito eminentemente marítimo, formado por los cuatro puertos mencionados, cuyo propósito era el control del comercio entre Siria y la vital provincia de Egipto.
Subsistió hasta la conquista musulmana en el siglo VII.